# Klaus Kobusch

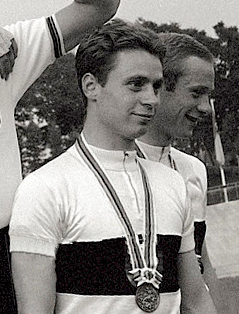
Klaus Kobusch (rechts) im Jahr 1964

Klaus Kobusch (* 15. März 1941 in Gadderbaum-Bethel, heute Bielefeld; † 12. März 2025) war ein deutscher Radrennfahrer. 1964 gewann er eine olympische Bronzemedaille im Tandemrennen und wurde dafür am 11. Dezember 1964 mit dem Silbernen Lorbeerblatt geehrt.

## Leben und Karriere
Kobusch begann 1955 mit dem Radsport. Für seinen ersten Sieg in der Anfänger-Klasse erhielt er ein Sportrad. Mit diesem meldete er sich in einem Verein an und begann mit dem Radsporttraining.
1963 gewann er im Omnium seinen ersten deutschen Meistertitel. Von 1964 bis 1969 startete der Bielefelder für den RV Radsportfreunde Bocholt, zuvor war er Mitglied im Verein Zugvogel Bielefeld. 1964 gewann er mit Willi Fuggerer den deutschen Meistertitel im Tandemfahren. Bei den Olympischen Spielen 1964 in Tokio vertraten die beiden Deutschland im Rahmen der gesamtdeutschen Mannschaft. Beide hatten sich in den Olympiaausscheidungsrennen im Bahnradradsport gegen die Fahrer aus der DDR durchgesetzt. Im olympischen Halbfinale unterlagen sie den beiden Italienern Angelo Damiano und Sergio Bianchetto; die beiden Rennen um den dritten Platz gewannen die beiden Deutschen gegen das niederländische Tandem. 
1966 gewann Kobusch drei deutsche Meistertitel: Mit dem Tandem, in der Mannschaftsverfolgung und im Sprint. Bei den Bahnweltmeisterschaften in Frankfurt erreichte Kobusch zusammen mit Martin Stenzel das Finale im Tandemrennen, hier unterlagen die beiden den Franzosen Pierre Trentin und Daniel Morelon. 1967 wiederholte Kobusch bei den deutschen Meisterschaften seinen Dreifacherfolg aus dem Vorjahr, 1968 siegte er noch einmal mit dem Tandem. Bei den Olympischen Spielen 1968 in Mexiko-Stadt trafen Kobusch und Stenzel im Viertelfinale auf Trentin und Morelon, wie 1964 schieden sie gegen die späteren Olympiasieger aus.
1969 wechselte Kobusch zurück nach Bielefeld und war zuerst Trainer und später Vorsitzender beim RC Sprintax Bielefeld. Der gelernte Klischeeätzer war später als Versicherungskaufmann tätig.